# Exposition universelle internationale de Bruxelles de 1935
Ne doit pas être confondu avec Exposition internationale de Bruxelles de 1897, Exposition universelle de Bruxelles de 1910 ou Exposition universelle de 1958.
L'Exposition universelle de 1935 s'est tenue du 27 avril au 25 novembre 1935 sur le plateau du Heysel à Bruxelles,.
Cette exposition est assez méconnue, avec des infrastructures de taille modeste comparées à celles de l'Exposition universelle de 1958. Cependant, l'Exposition de 1935 est à l'origine de l'élaboration du site du Heysel, avec la construction du Palais 5. Les palais ont été réutilisés pour l'Exposition de 1958 et habillés pour l'occasion. À l'heure actuelle, les palais de 1935 servent encore pour des salons, expositions et divers évènements.
Elle a reçu en son sein plus de 20 millions de visiteurs,. 

## Contexte
Le jeudi 24 octobre 1929 ou « jeudi noir » est connu dans le monde pour avoir été une véritable catastrophe. Le Krach boursier qui a débuté le jeudi 24 octobre 1929 inaugurait l’importante crise économique que connut l’Amérique et par la suite, l’Europe. Cette crise était la conséquence de la forte croissance économique des années 1920.  
Dans les années 1930, les puissances européennes s'appuient sur les revenus qu’ils tirent de leurs colonies pour affronter la crise économique (de 1929). La Belgique ne déroge pas à la règle, elle possède des colonies. Le Congo est une colonie belge depuis le 15 novembre 1908. Auparavant, de 1885 à 1908, le roi Léopold II, souverain aux droits limités par la Constitution en Belgique, était paradoxalement, le monarque absolu de l'État indépendant du Congo . Le Congo, colonie d’exploitation, était exploité afin d’en extraire ses richesses, richesses qui revenaient évidemment au pays colonisateur, la Belgique. Le Congo était historiquement réputé pour l’ivoire, le caoutchouc et ses ressources minières,. 
L’entre-deux-guerres est une période intéressante parce qu’elle n’est plus marquée par l’esprit « explorateur et pionnier» de l’aventure léopoldienne. Elle n’est pas encore touchée par les angoisses de l’après-guerre où l’on se sentira soudain concerné par la vague des indépendances. C’est la période où, en toute bonne conscience, s’étale le triomphe de l’Homme Blanc. 
De plus, à cette époque l’intérêt envers les colonies était de plus en plus présent dans les esprits. Les expositions coloniales internationales sont les exemples les plus marquants. Le but de ces expositions était de montrer les différentes facettes de la colonisation. En 1930, La Belgique accueillit simultanément une exposition internationale à Anvers intitulée « Exposition Internationale, coloniale, maritime et d'Art flamand », et une exposition internationale à Liège. Le thème de l’exposition universelle de 1935 était d’ailleurs le « Transport et la Colonisation »,, thème choisi à l’occasion du cinquantième anniversaire de la création de l’État indépendant du Congo, État qui n’exista pourtant que de 1885 à 1908, 1908 marquant le début du Congo belge.  

## Sélection de la ville hôte
La Belgique fêtait en 1930, les cent ans de son indépendance. On avait ajouté au programme des manifestations qui devaient marquer cette année inoubliable, une Exposition Universelle et Internationale. Il semblait évident que cet évènement important se tiendrait à Bruxelles. Mais Anvers et Liège ne voyaient pas les choses de la même manière. Elles firent valoir qu'Anvers depuis 1894 et Liège depuis 1905 n'avaient plus eu d'Exposition. La capitale s'effaça, au plus grand profit de la concorde nationale. L’Exposition universelle de 1930 se déroula alors sur les deux sites. 
En 1935, l’idée d’une  Exposition universelle à Bruxelles renaissait dans les esprits. Depuis 10 ans d'ailleurs, un comité avait jeté les bases de ce gigantesque projet. En effet, dès 1922 s'était fondée "La Ligue Bruxelles-Exposition". L'objet de ces premières discussions fut tout naturellement le choix de l'emplacement de l’Exposition. Beaucoup proposaient Laeken et les environs du Parc de Woluwe. Ce dernier était idéal car il offrait un cadre idyllique et magnifique à la fois. Mais Léopold II ayant légué à l'État un vaste domaine aux confins du Laeken, celui-ci fut choisi. La ville de Bruxelles mis à disposition des organisateurs le magnifique plateau du Heysel,.

## Organisation et préparation

### Aménagement de la ville
Le plateau d’Heysel est entièrement réaménagé de par ses voies d’accès. Le quartier bénéficie d’une des nouvelles distributions d’eau d’électricité et de gaz. Des jardins sont érigés ainsi que des bassins et parcs. Le grand palais voit le jour et tout est mis en œuvre afin de donner une image spectaculaire du pays aux yeux de tous les visiteurs. 

### Budget
À l’époque la ville investit beaucoup d’argent dans le renouvellement et la construction d’infrastructures (cfr section supra) et ne lésine pas sur son financement. Les dépenses sont estimées à 227 millions de francs belges. Ces dépenses n’ont heureusement pas été vaines et ont permis des recettes supérieures et un bénéfice total de 45 millions de francs belges (1 155 000 euros).  Ce fut la première fois, et ce malgré la crise économique qui touchait le pays, qu’une exposition internationale se clôturait de manière aussi favorable au niveau budgétaire,.

### Couverture médiatique
Pour cette édition, la capitale est sous les feux des projecteurs. Le bourgmestre souhaite mettre en lumière aux yeux du monde entier deux atouts indéniables du pays : les connaissances et avancées techniques en matière de transports d'une part, et d’autre part la colonisation. En ce qui concerne la visibilité de l’exposition auprès des pays étrangers, le gouvernement en fait l’éloge auprès des nations étrangères et promet une exposition grandiose, ce qui permettra la participation de vingt-cinq pays. La participation d’autant de pays et la visite de plus de vingt millions de personnes est un réel signe de réussite pour cette exposition qui se déroule pourtant dans une certaine période d’entre-deux-guerres en proie à une crise économique et politique et à la suite de la mort de la reine Astrid. L'exposition a été photographiée en couleur par le photographe néerlandais Bernard F. Eilers, ce qui était une nouveauté en 1935.

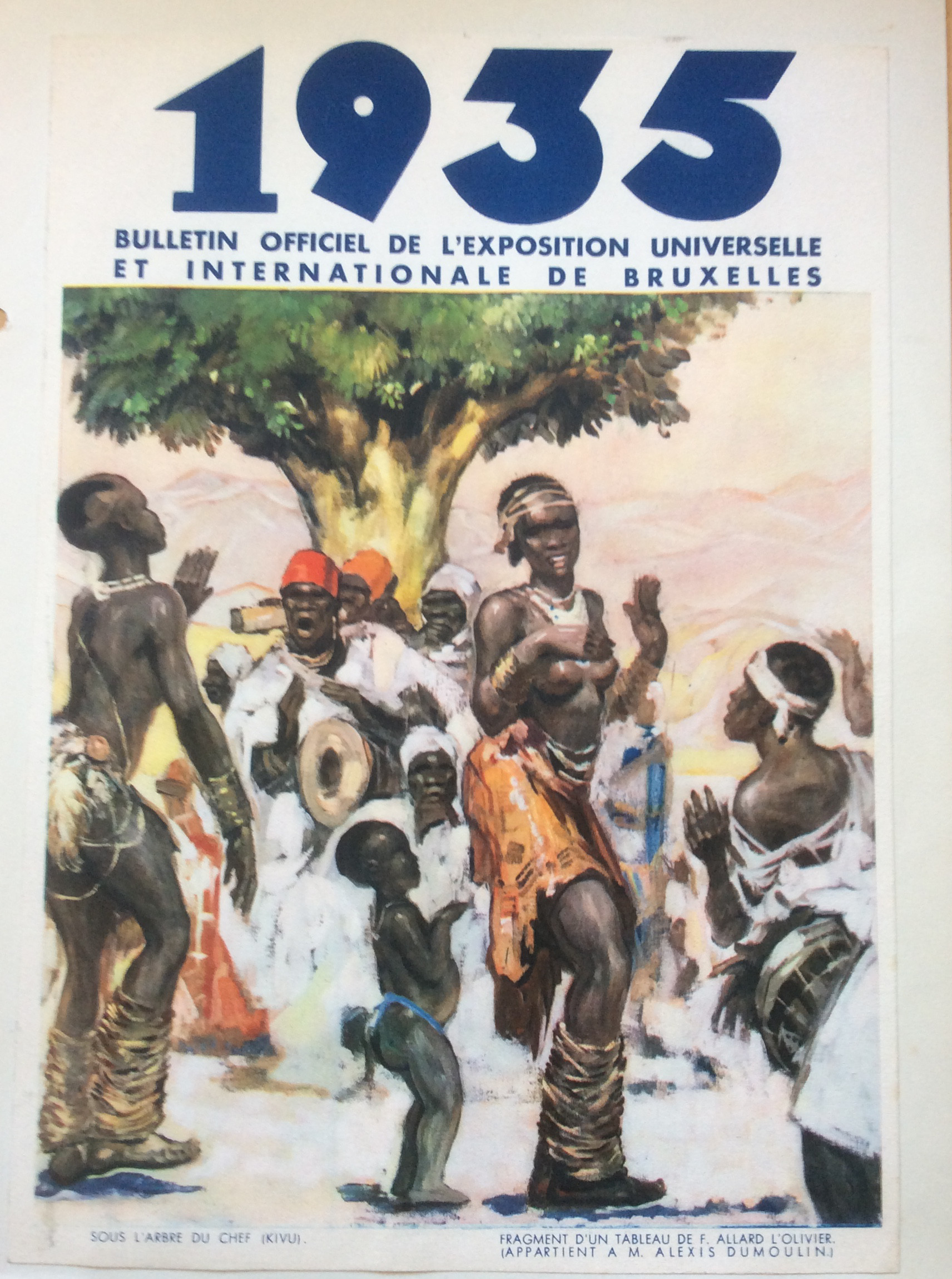
Couverture du catalogue de l'exposition. Toile de Fernand Allard L'Olivier.

## Pavillons
L'Exposition a abrité plus de 450 pavillons,. 

### LeGrand Palais

#### Le Grand Palais - Gare Modèle
Le Hall Principal du Grand Palais conçu par Joseph Van Neck fut aménagé en Gare Modèle par l'architecte Victor Bourgeois. Cela n’étonne guère puisque le transport et la colonisation était le thème de l’exposition de 1935. 
Pour avoir accès aux quais, les visiteurs devaient se munir de tickets de 0,50 franc belge qui constituait des billets de tombola. Les quais comptaient douze voies longues de 85 mètres, occupées par du matériel roulant belge et étranger. 
La Gare Modèle représentait une synthèse de l'activité nationale et internationale dans le domaine des transports ferroviaires.

#### Le Grand Palais - le Hall latéral droit
Divisé en trois couloirs centraux et deux allées latérales, le hall latéral de droite réunissait les sections de la métallurgie, de l'industrie mécanique, de l'électricité, des mines et du matériel de mines. La Belgique occupait, à l’époque, une place de premier choix dans le domaine de la métallurgie et de l’exploitation des richesses minières. Le métal était utilisé dans la fabrication des rails de chemins de fer. 

#### Le Grand Palais - le Hall latéral gauche
En retrait de l'Esplanade d'Honneur et au-delà du Palais de l'Art Ancien s'érigeait la façade du Hall latéral de gauche. La participation de l’Armée y couvrait une superficie de près de 2 000 m2. Le premier département synthétisait la vie de l'armée en temps de paix et avait trait à l'hygiène et à l'éducation physique du soldat. Le deuxième département donnait aux visiteurs une idée de l'armée mobilisée. Un vaste département était consacré à l'art dans l'armée. La science occupait le stand central, avec son salon d'honneur décoré du portrait des souverains belges. En dehors de l'Armée, le hall latéral gauche abritait les participations de la marine, de la navigation fluviale, de l’aéronautique, de l’éducation et du tourisme. Venaient ensuite les compartiments où étaient mis en lumière les progrès réalisés dans le domaine de l’enseignement. La Croix-Rouge de Belgique occupait également une place importante dans le Hall. Les divers partis politiques avaient installé des stands sociaux. Plusieurs stands avaient été installés par les Chambres de commerce belges et étrangères. 

### Pavillons de la section belge

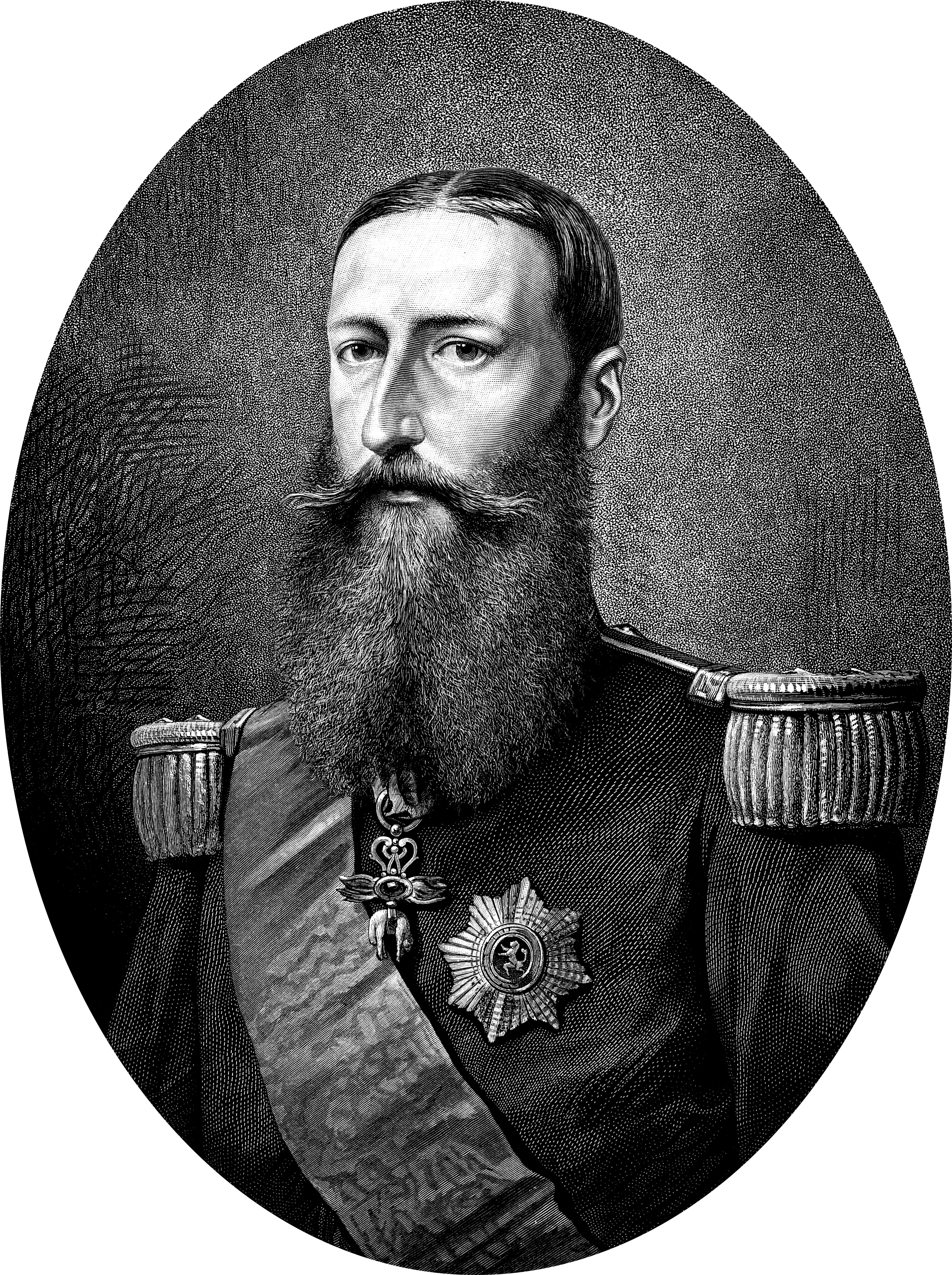
Léopold II, roi des Belges de 1865 à 1909.

La Belgique, Pays Organisateur de l’Exposition a évidemment contribué à l’érection de nombreux pavillons : pavillon de l’agriculture, de l’alimentation, de l’art ancien, de l’art moderne, de l’art décoratif, de l’art graphique, de l’automobile, du bâtiment. Plusieurs chapelles avaient été érigées pour l’occasion : Chapelle d’Arts religieux, Chapelle Maris Stella. La Collectivité des Emballages occupait un vaste pavillon de 40 mètres de façade. Les Pavillons du Cuir, des Eaux et Forêts, de l’Électricité ménagère, des Expositions temporaires, des Fermes modèles, du Gaz, des Industries chimiques, du papier peint, des Provinces du Brabant, des textiles et de la vie catholique ont également été érigés à l’occasion de cette grande exposition. Un Pavillon d’Honneur du Commissaire général fut également construit. Enfin, le Palais de la Ville de Bruxelles couvrait une superficie d'environ 5 000 m2. Au total plus d’une vingtaine de pavillons belges étaient répartis sur le site. 

### Section coloniale belge

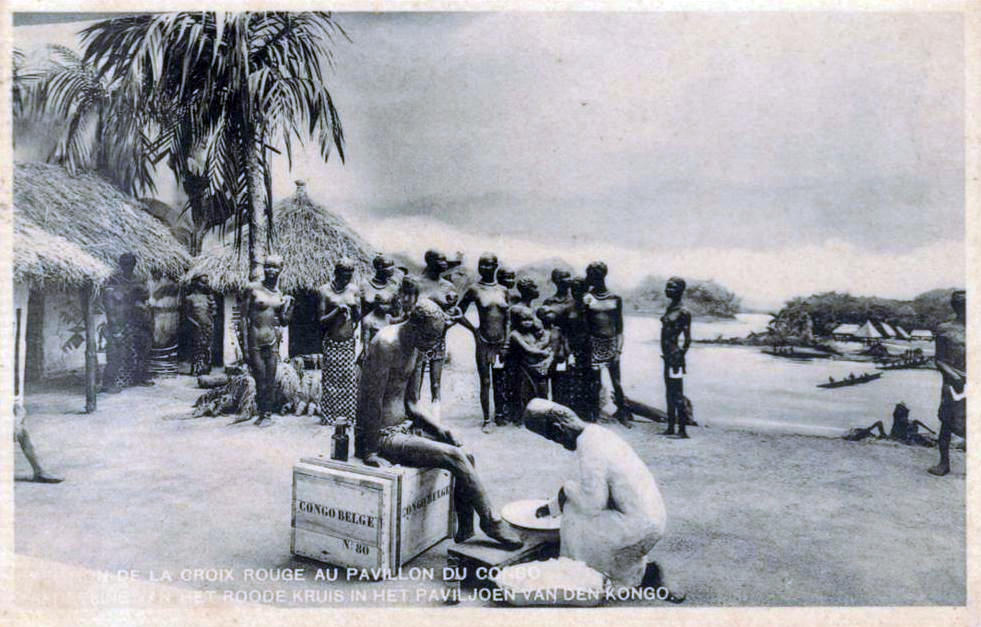
Section de la Croix-Rouge du pavillon du Congo.

Le thème étant la colonisation, la Belgique ne pouvait pas organiser l’Exposition sans y consacrer une partie significative. Un Pavillon avait été érigé à l’intention des Entreprises coloniales privées. L'ensemble de ce Pavillon illustrait de manière frappante les résultats remarquables obtenus au Congo par l'initiative privée. 
Le Pavillon officiel du Congo belge, quant à lui, couvrait une superficie de 2 000 mètres carrés. Il était l'œuvre de l'architecte René Schoentjes qui avait voulu évoquer chez le spectateur, à l'aide d'éléments choisis dans l'art indigène, les sensations de rudesse, de contraste et de mystère que cet art éveille. 
Le Pavillon des Sociétés auxiliaires de propagandes coloniales comprenait un bâtiment d'une superficie de 3 500 m2 abritant le panorama des peintres Alfred Bastien et Paul Mathieu et constituant une évocation remarquable des sites montagneux du Bas-Congo. 

### Participations étrangères
Le site était occupé par de nombreux pavillons étrangers. De nombreux pays ont participé : Autriche, Brésil, Bulgarie, Chili, Danemark, Égypte, France, Finlande, Grand-Duché du Luxembourg, Grande-Bretagne, Grèce, Hongrie, Italie, Iran, Lettonie, Norvège, Palestine, Pays-Bas, Pologne, Portugal, Roumanie, Suède, Suisse, Tchécoslovaquie, Turquie. 
Certains pays ont participé plus que d'autres à l'Exposition. Ce fut notamment le cas de l'Italie et la France. La section française fut la plus vaste de l'Exposition, elle comprenait le Palais de la France Métropolitaine, le Pavillon de la Ville de Paris, le Palais de la France d'outre-mer, le Pavillon de l'Agriculture et celui des Eaux et Forêts. À tout cela, il faut ajouter la part importante que prit la France aux expositions de l'Art Ancien et de l'Art Moderne, ainsi que la représentation de ses grands réseaux de chemin de fer dans la Halle Centrale, aménagée en Gare Modèle.

### Pavillons privés
L’Exposition abritait également de nombreux pavillons privés. Des sociétés belges et étrangères avaient la chance d’exposer, de faire la publicité de leurs produits.

## Impacts de l'Exposition

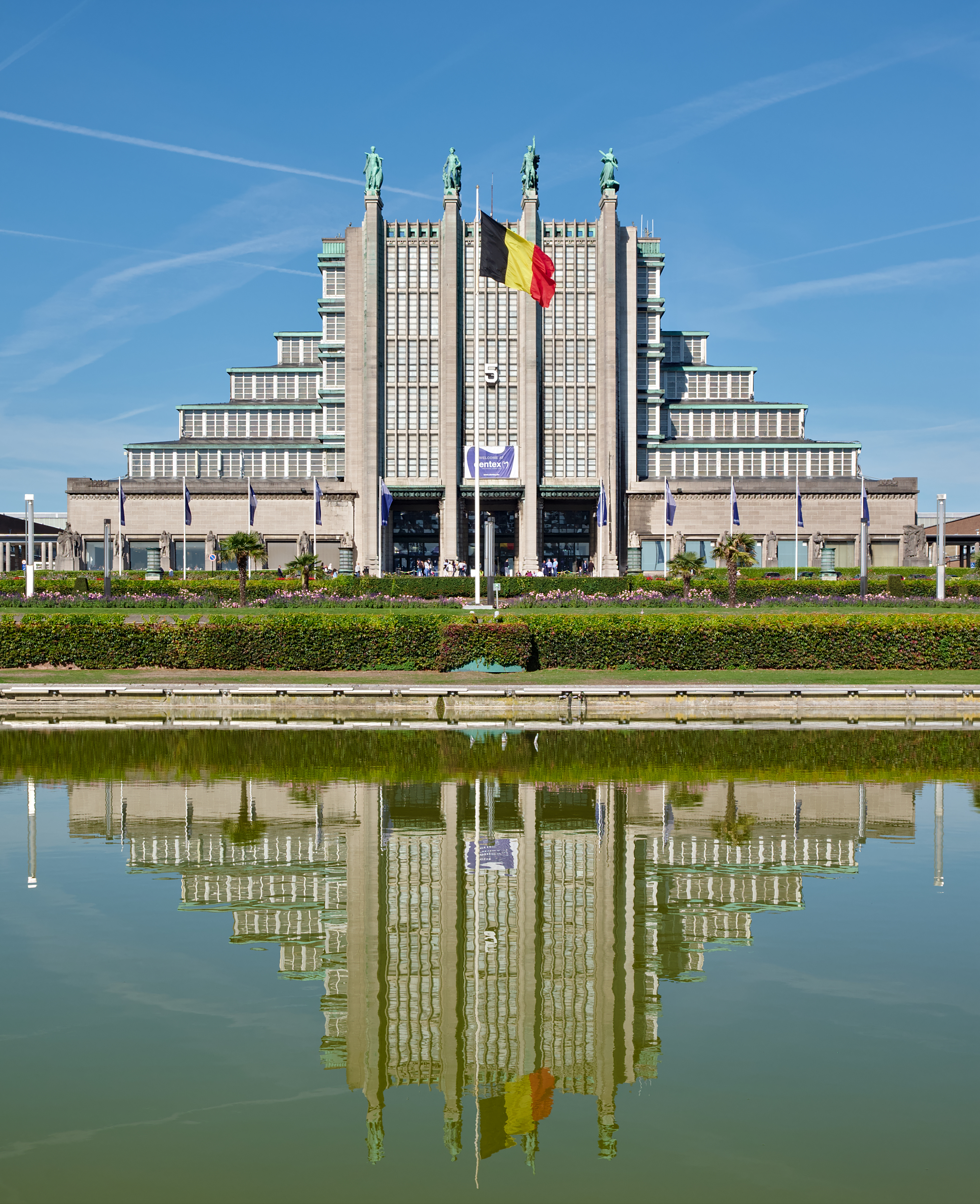
Palais 5 du Heysel de nos jours.

Outre l’impact budgétaire cité précédemment et bien que la majorité des infrastructures aient eu un caractère éphémère, les lieux et bâtiments utilisés pour cette exposition ont pour certains tout de même eu une deuxième vie. C’est le cas du site du Heysel sur lequel la participation de l’Exposition universelle de 1958 se renouvela. Le palais 5 qui existe toujours actuellement fut également érigé sur le plateau cette année là. Laeken bénéficia d’une nouvelle zone citadine et d’un élan d’une animation non négligeable. 

## Galerie

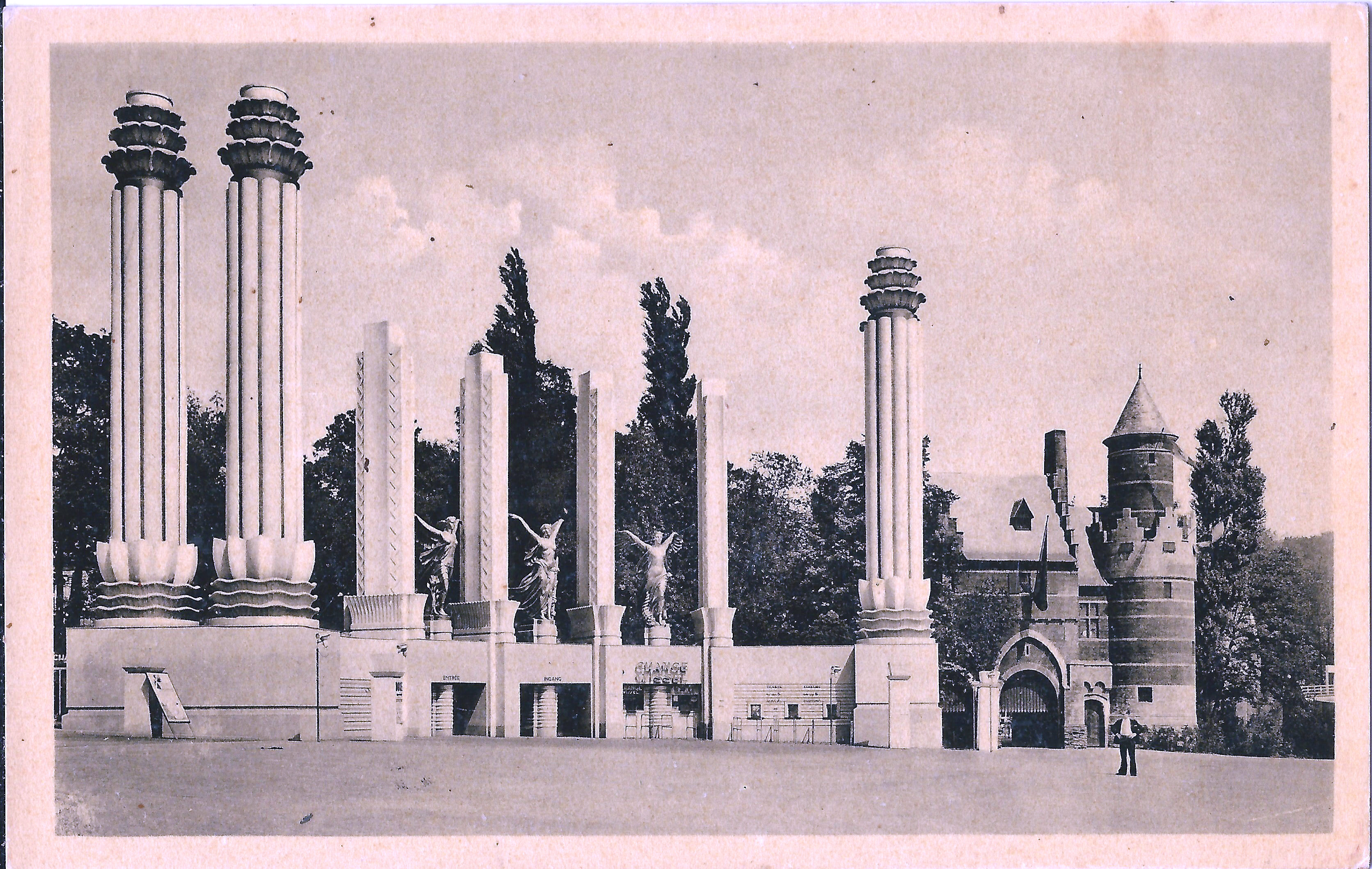
L'entrée principale.
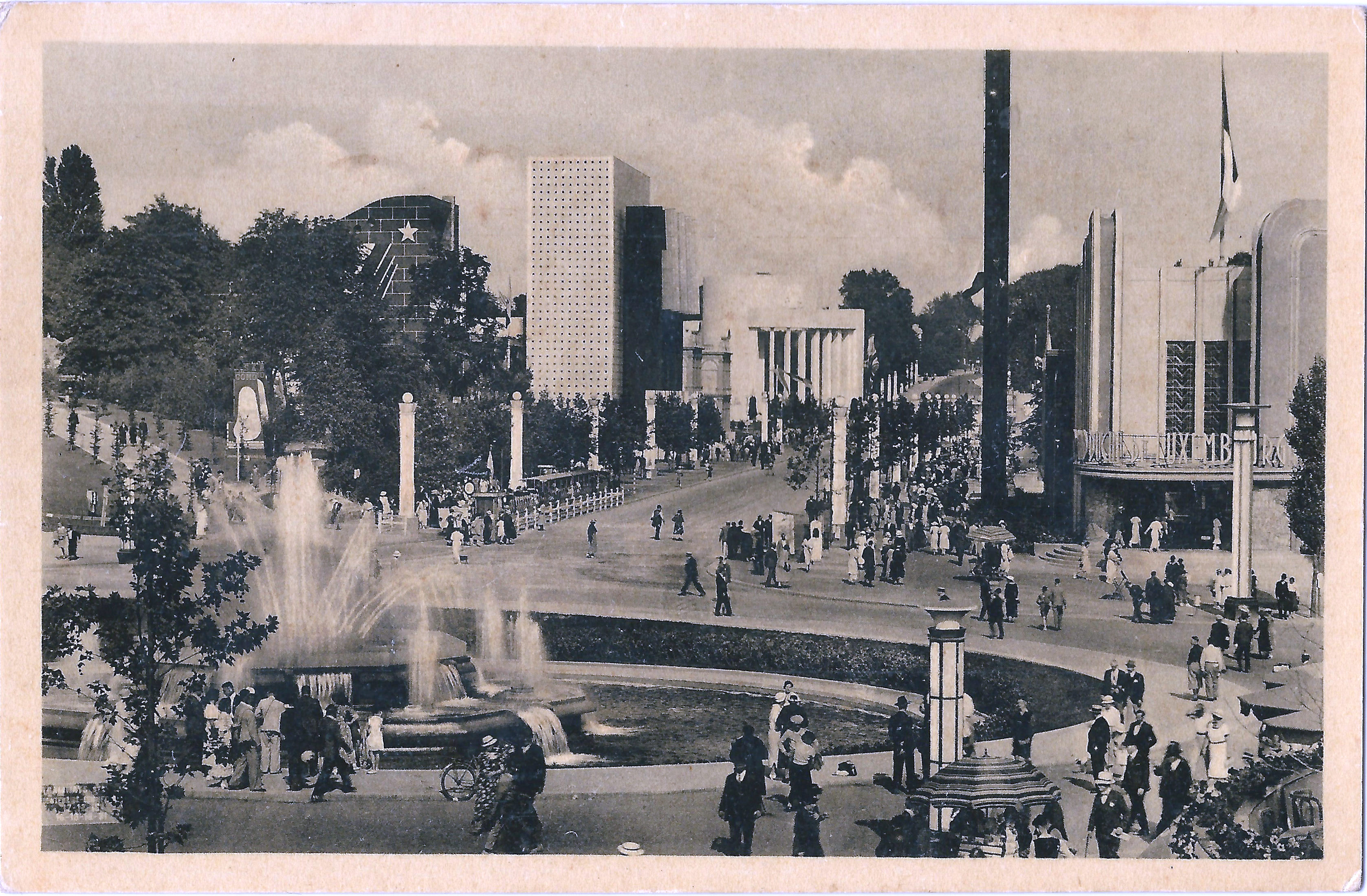
Vue d'ensemble.
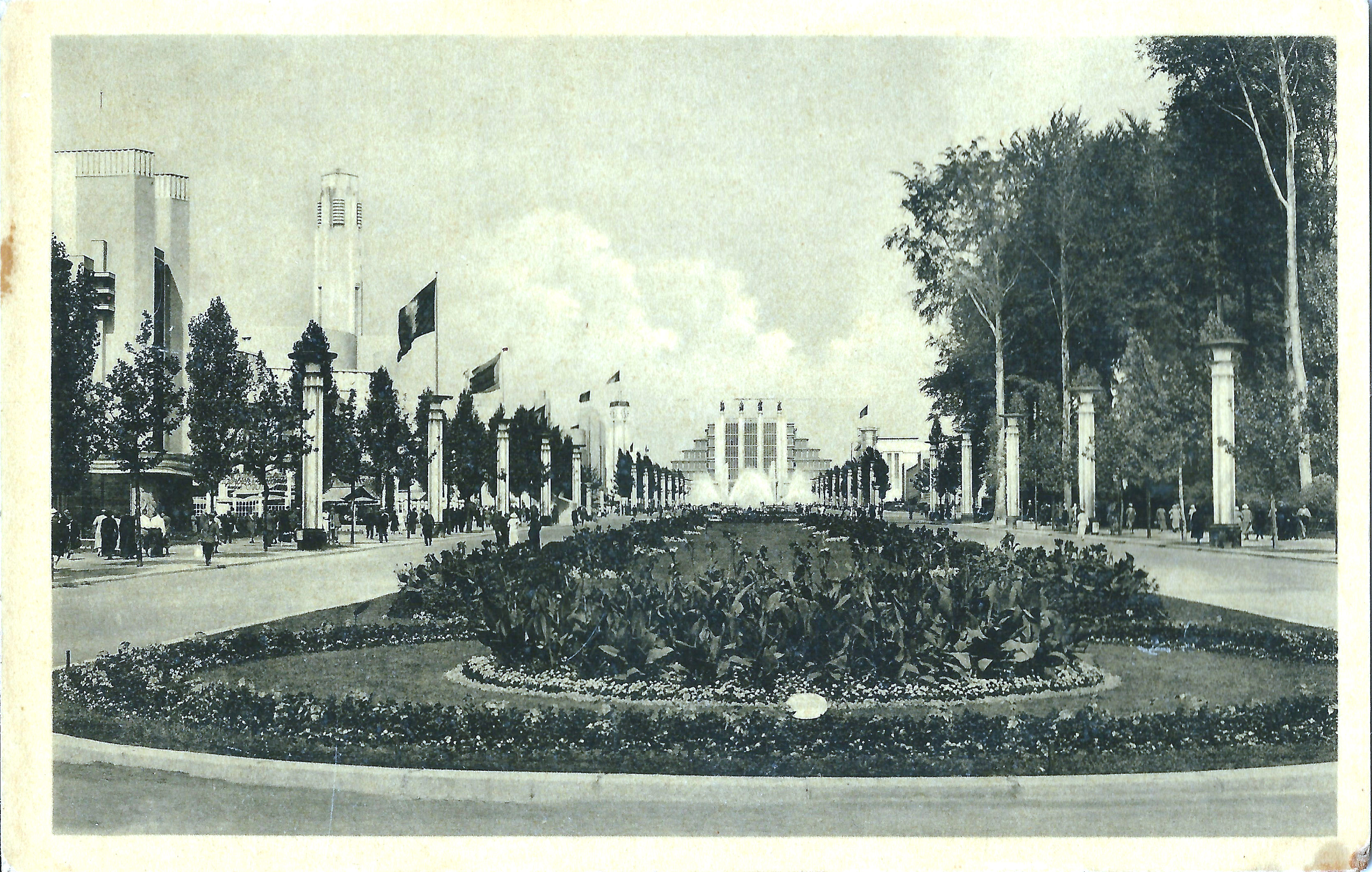
Vue générale.
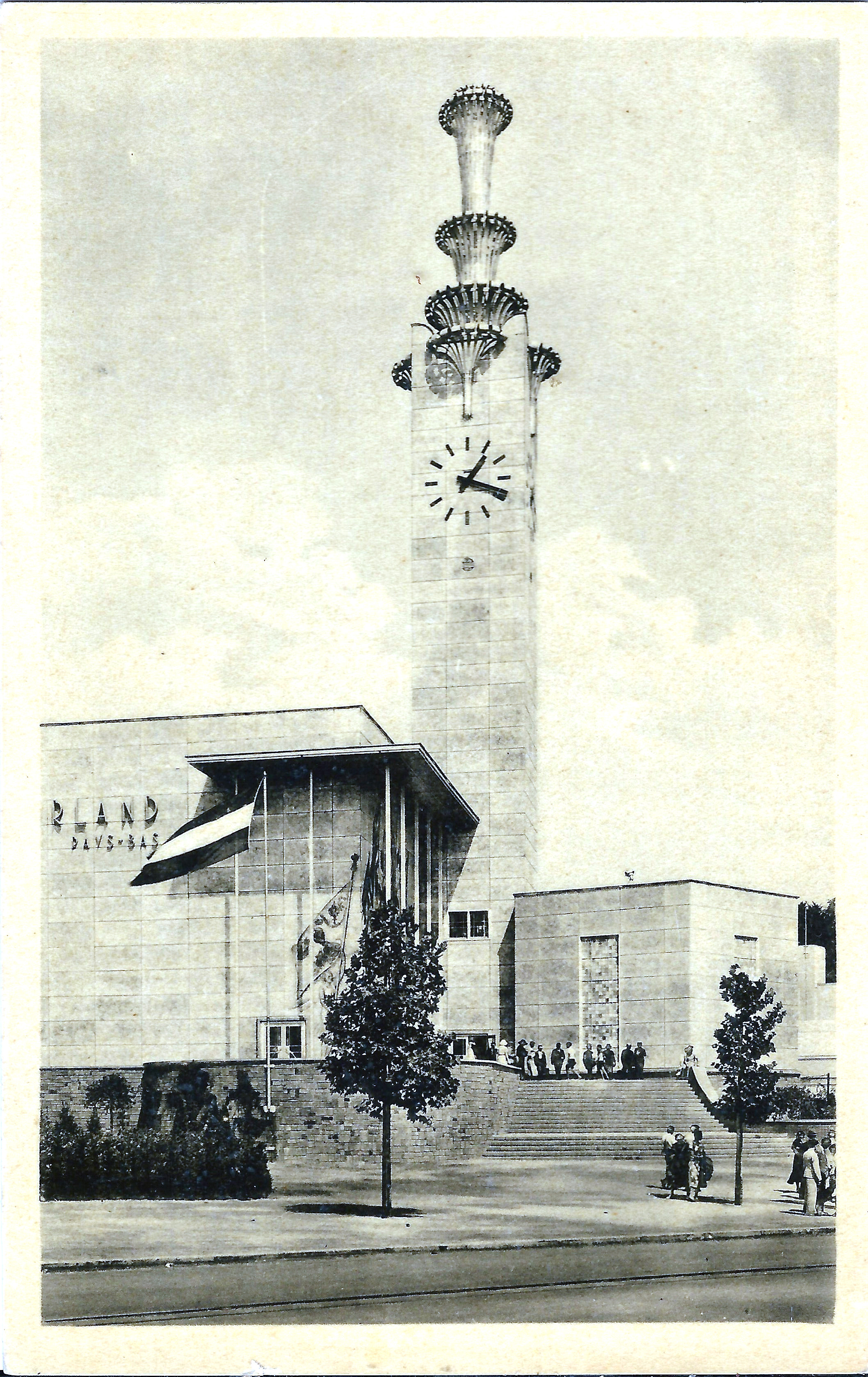
Le pavillon des Pays-Bas.
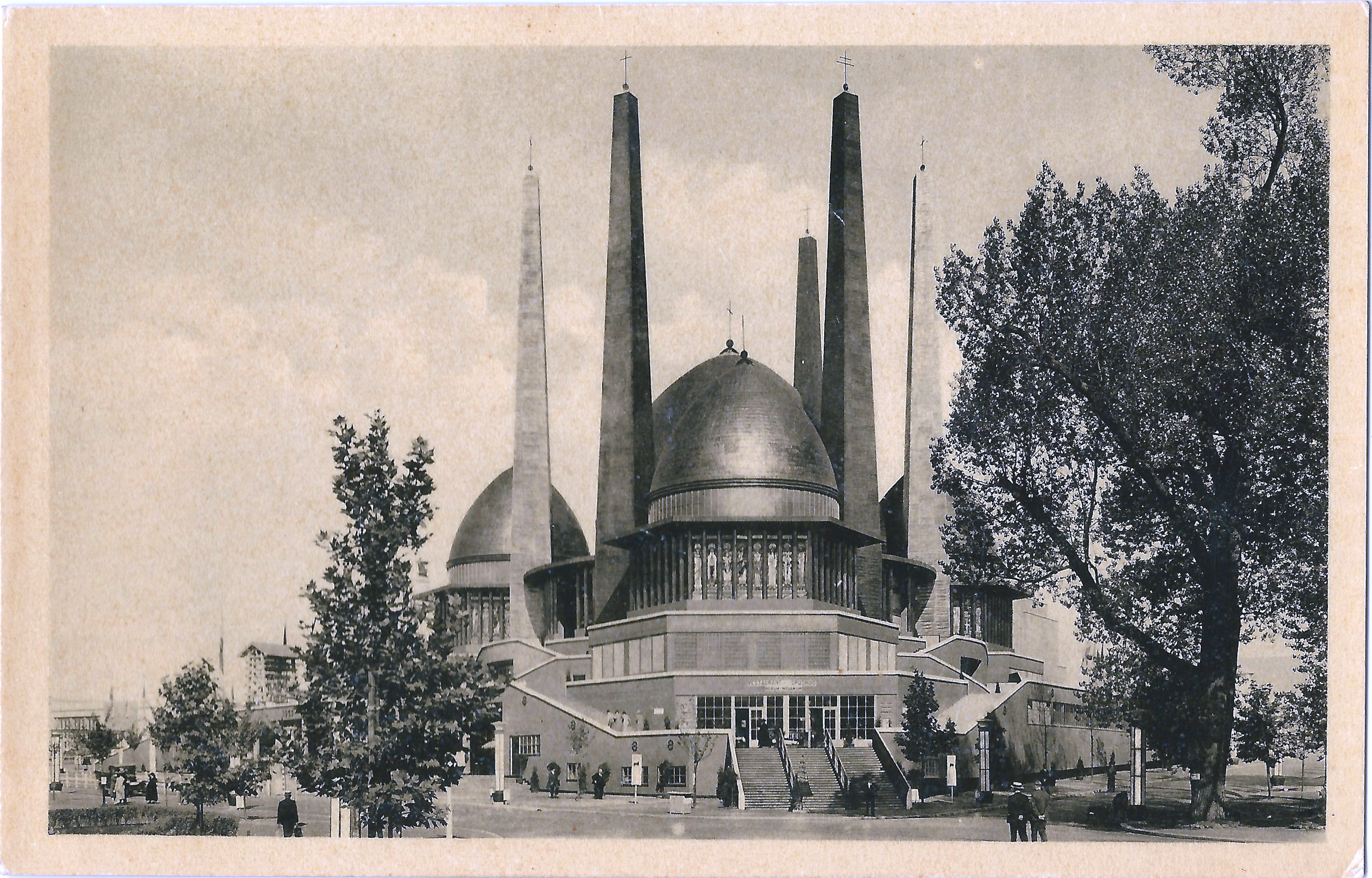
Vie catholique.
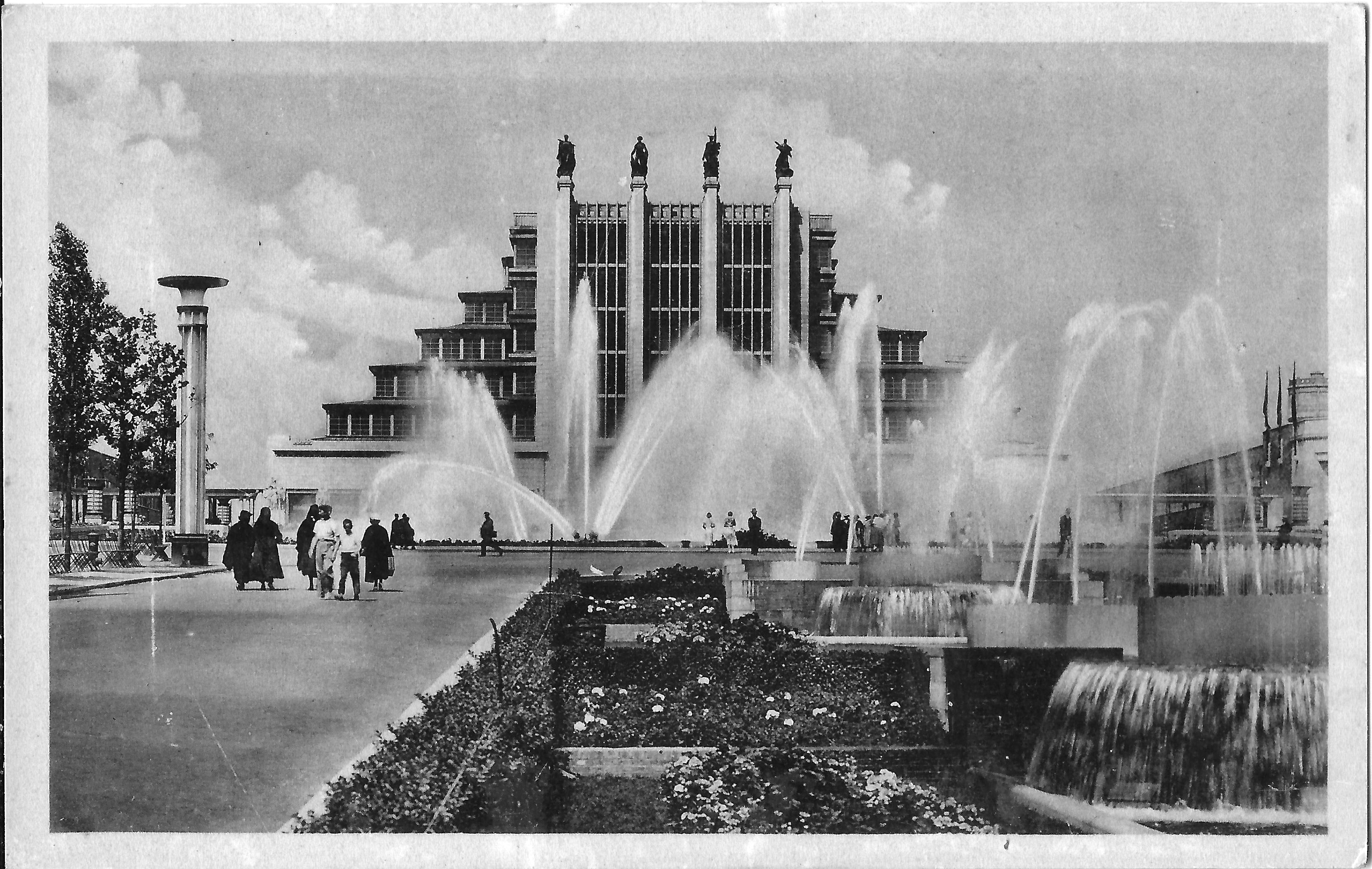
Les fontaines.
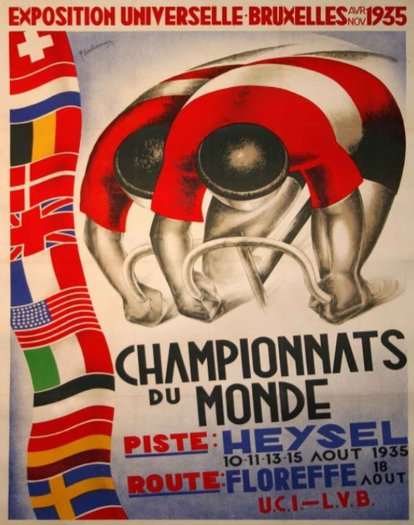
Championnats du monde de cyclisme.